# Амано, Акира
Акира Амано (яп. 天野 明 Амано Акира, род. 1973) — японская мангака. Одной из наиболее известных её работ является манга Reborn!, получившая аниме-адаптацию, серию ранобэ, а также несколько видеоигр по её мотивам. В списке пятидесяти мангак по количеству продаж, составленном журналом Nikkei Entertainment, Амано заняла двенадцатое место.

## Работы
- Shounen Spin (яп. 少年スピン Сё:нэн Супин) (1998)
- Neppuu Yakyuu Densetsu Pitchan (яп. 熱風野球伝説ぴっちゃん Нэппу: Якю: Дэнсэцу Питтян) (1999)
- Petit Petit Rabbit (яп. ぷちぷちラビィ Пути Пути Рабий) (2000)
- Monkey Business (2002)
- Bakuhatsu Hawk!! (2003)
- Katekyou Hitman Reborn! (яп. 家庭教師ヒットマンリボーン! Катэкё: Хиттоман Рибо:н!) (2004—2012)
- Warashibe Tantei Numashichirou (яп. わらしべ探偵　沼七郎 Варасибэ Тантэй Нумаситиро:)[4] (2013, ваншот)
- ēlDLIVE (яп. エルドライブ Эрудорайбу) (2013)